# Garowe
Garōwe (en árabe: غاروي‎) es la capital de Puntlandia, en Somalia. Es en esta ciudad donde se localizan el parlamento regional, el palacio presidencial y los ministerios. En 2009, Garowe tenía una población estimada en 34.251 habitantes, lo que la convertía en la cuarta ciudad más grande de la región, después de Bosaso, Galcaio y Las Anod. Se ubica en el centro geográfico de Puntlandia y está atravesada por la carretera somalí que va de norte a sur. Este aspecto ha hecho que viviera un cierto auge económico y pasase de ser una población rural pequeña a una ciudad metropolitana relativamente grande.